# Крейсера проекта 1123
Противолодочные крейсера проекта 1123 «Кондор» — по кодификации НАТО: англ. Moskva class — серия советских противолодочных крейсеров (ПКР) с ракетным вооружением дальней морской и океанской зоны (до 1965 года классифицировались как корабли противолодочной обороны дальней зоны) в Военно-Морском Флоте СССР. Изначально планировалось и было построено два корабля — противолодочные крейсера «Москва» и «Ленинград». Позже, в 1967 году, было принято решение построить ещё один корабль — противолодочный крейсер «Киев», но уже по изменённому проекту 1123.3. Однако его закладка на стапеле так и не состоялась, несмотря на готовность нескольких днищевых секций корпуса. Корабли проекта в течение почти 30 лет находились в составе флота, неоднократно выходя на боевые службы в Средиземное море и Атлантический океан. Последующим концептуальным развитием данного подкласса крейсеров явились авианесущие крейсера проекта 1143, позже переклассифицированные в тяжёлые авианесущие крейсера (ТАКР).

## Назначение
Первоначально корабли проекта классифицировались как корабли ПЛО дальней зоны, но в 1966 году, в связи с переклассификацией кораблей советского ВМФ были переведены в подкласс противолодочных крейсеров. Противолодочные крейсера проекта предназначались для борьбы с атомными подводными лодками стратегического назначения и атомными подводными лодками вероятного противника в дальних зонах противолодочной обороны в составе корабельных поисково-ударных групп и во взаимодействии с другими кораблями и противолодочной авиацией ВМФ. Перед конструкторами проекта ставилась задача обеспечения круглосуточного поиска ПЛ 4 вертолётами на протяжении всего времени автономного плавания.

## История создания
Противолодочные крейсера-вертолётоносцы проекта 1123 «Кондор» разрабатывались Ленинградским ЦКБ-17 (сейчас Невское проектно-конструкторское бюро) под руководством главного конструктора А. С. Савичева, которого в 1967 году сменил его заместитель А. В. Маринич. Главным наблюдающим от ВМФ был назначен капитан 2 ранга В. Ф. Федин.
31 декабря 1958 года постановлением ЦК КПСС и Совета Министров СССР был утверждён «План на проектно-конструкторскую разработку корабля-вертолётоносца противолодочной обороны (ПЛО) проекта 1123 для обеспечения программы судостроения на 1960—1965 годы». Задание на проработку предэскизного проекта корабля «для поиска и уничтожения быстроходных атомных подводных лодок-ракетоносцев в дальних зонах в составе группы кораблей во взаимодействии с авиацией ПЛО» Главком ВМФ СССР адмирал флота Советского Союза С. Г. Горшков выдал Главному управлению кораблестроения (ГУК) ВМФ, которому подчинялись все проектно-конструкторские бюро ВМФ. В результате представленных эскизных проектов была принята концепция ЦКБ-17, которая основывалась на расчётных выкладках учитывающих оптимальные данные дальности обнаружения подводных лодок вертолётной ОГАС (5,5 км), дальность радиосвязи с РГАБ (радиобуи 60 км), среднюю поисковую скорость вертолёта (24 узла) при обеспечении круглосуточного поиска и количество требующихся на борту вертолётов (12—14 машин).
25 января 1960 года после долгих обсуждений и дискуссий было утверждено Тактико-техническое задание (ТТЗ) на разработку эскизного проекта корабля, которое предусматривало стандартное водоизмещение до 9500 тонн, скорость полного хода до 32 узлов, наличие до 14 вертолётов Ка-25 постоянного базирования на борту и собственное поисково-противолодочное и оборонительное вооружение.
25 января 1962 года командование ВМФ утвердило технический проект 1123, который предусматривал водоизмещение до 10 600 тонн, скорость полного хода до 29 узлов, увеличенную мореходность, позволяющую проводить полёты при волнении моря до 6 баллов 14 вертолётами КА-25 или МИ-8 постоянного базирования, ПЛРК «Вихрь», два ЗРК средней дальности «Шторм», два ЗРК малой дальности «Оса», две спаренные 57-мм универсальные установки АК-725, реактивную бомбомётную систему с двумя РБУ-6000, два пятитрубных торпедных аппарата, новые перспективные средства связи и экипаж численностью 415 человек (без экипажей вертолётов). Корабль предназначался для уничтожения атомных подводных лодок противника, обеспечения противолодочной обороны соединения кораблей и придания боевой устойчивости силам ВМФ, действующим в удалённых районах.

## Конструкция корпуса
Корпус крейсера выполнялся сварным из стали по продольной системе набора с длиной шпации в 500 мм и имел ледовые подкрепления. Носовые обводы исполнялись прямолинейными, V-образной формы, а кормовая часть предусматривала большой развал бортовых шпангоутов для обеспечения требуемой площади полётной палубы в 2200 м², наиболее защищённой от заливания волнами, и основного нижнего ангара под ВПП. Ангар под полётной палубой имел уникальную конструкцию и внутренний объём около 12400 м³ при минимальном количестве опор и позволял разместить в нём 12 вертолётов КА-25ПЛ. Корабль оснащался подкильным подъёмно-опускным устройством (ПОУ) с антенной ГАС «Орион» в носовой части и ПОУ с буксируемой ГАС «Вега» в корме, а его корпусные конструкции в горизонтальной плоскости разделялись на верхнюю и среднюю палубы, четыре платформы, трюм и второе дно. Двойное дно простиралось на всю  длину и переходило в двойной борт, а междудонное пространство использовалось для хранения топлива и воды.
Верхняя и средняя палубы непрерывные по всей длине, причём верхняя палуба имела погибь в носовой части. Начальная поперечная метацентрическая высота при поднятом обтекателе ГАС «Орион» для стандартного водоизмещения составляла 0,87 м, для нормального — 1,73 м и для полного — 2,2 м. Система надводной и подводной броневой защиты корабля отсутствовала, и его защита состояла только из бортовых коридоров, гофрированных продольных и поперечных переборок и днищевых и бортовых цистерн специальной конструкции, которые размещались таким образом, чтобы при любом боевом повреждении корпуса корабль сохранил остойчивость. Все главные и вспомогательные механизмы монтировались внутри корпуса на фундаментах и основаниях с использованием амортизации, что уменьшало шум внутри отсеков и существенно снижало акустические поля вокруг корабля. Подводная часть покрывалась шестью слоями этинолевой краски ЭКЖС-40 с предварительным холодным фосфатированием, что помимо борьбы с обрастанием способствовало снижению электрического поля корабля. Принудительная вентиляция, минимальное количество иллюминаторов и наличие коридоров для прохода ко всем боевым постам без выхода на верхнюю палубу обеспечивали наилучшее выполнение требований противоатомной (ПАЗ) и противохимической (ПХЗ) защит. Бортовые рули системы успокоения качки и скуловые кили улучшали управляемость и боевые возможности корабля в штормовых условиях.
Жилые помещения команды (матросов и старшин) размещались в кормовой, средней и носовой частях, где в кубриках с различной вместимостью имелись трёхъярусные стационарные койки. Личные вещи и обмундирование команды хранились в ящиках — рундуках. Для приёма пищи — по бачковой системе для военнослужащих срочной службы в кубриках имелись раскладные столы и скамьи, шкаф для посуды и бачок с питьевой водой. Офицеры и мичманы располагались в каютах различной вместимости в средней и носовой части корабля и в надстройке. Все каюты и кубрики оснащались системами принудительной вентиляции воздуха и радиофицировались. Офицеры и сверхсрочнослужащие принимали пищу в кают-компаниях, которых на корабле было три — для БЧ-6, офицеров и мичманов. Для хранения запаса провизии, различного имущества машинной, артиллерийской, минной, шкиперской и других частей на корабле предусматривались специальные кладовые, а также рефрижератор с температурой до −18 °С. На крейсере оборудовались бани, душевые, прачечная, гладильная, парикмахерская, библиотека, фотолаборатория, умывальные и гальюны. Медицинский блок включал лазарет, изолятор, операционную и амбулаторию. Все жилые и служебные помещения, посты и погреба боезапаса оборудовались системой принудительной вентиляции и кондиционирования воздуха. Кроме того, погреба боезапаса оснащались системами орошения и затопления. Корабельный запас пресной воды мог пополняться водой из двух опреснительных установок. Многоярусная надстройка, совмещённая с дымовой трубой и башнеподобной пирамидальной фок-мачтой из облегчённых сплавов АМГ, придавала кораблю внушительный и эффектный вид.
Непотопляемость корабля обеспечивалась делением корпуса до ангарной (средней) палубы поперечными водонепроницаемыми переборками на 16 отсеков:
- Носовое ледовое подкрепление, цистерна с мазутом;
- Дифферентная цистерна, цепной ящик;
- Цистерна с мазутом, различные кладовые;
- Креновые цистерны во втором дне, цистерна с мазутом, кладовые;
- Носовое отделение насосов, посты;
- Цистерна с мазутом, коффердамы, погреб ракет ЗРК «Шторм»;
- ПОУ ГАС «Орион», бортовые цистерны с мазутом;
- Цистерны питательной воды, бортовые коффердамы, бортовые цистерны с мазутом, погреб боезапаса ЗРК «Шторм» и бортовые рефрижераторы;
- Цистерны с мазутом во втором дне, бортовые цистерны с мазутом и бортовые коффердамы, носовое машинно-котельное отделение;
- Цистерна с мазутом во втором дне, носовой энергоотсек, бортовые цистерны с мазутом и бортовые коффердамы, электростанция № 1;
- Цистерна с мазутом во втором дне, помещение приводов рулей успокоителей качки и бортовые рули успокоители качки, бортовые цистерны с мазутом и бортовые коффердамы, вентиляторная и боевой пост и правый рефрижератор;
- Цистерна с мазутом во втором дне, агрегатная и две кладовые, бортовые цистерны с мазутом и бортовые коффердамы, вентиляторная и ПЭЖ;
- Цистерна с мазутом во втором дне, бортовые цистерны с мазутом и бортовые коффердамы, кормовое машинно-котельное отделение;
- Цистерны питательной воды во втором дне, кормовой энергоотсек, бортовые цистерны с мазутом и бортовые коффердамы, электростанция № 2;
- Бортовые цистерны с мазутом и отделение кормовых насосов, керосинохранилище и помещение баллонов с азотом, агрегатные и кладовые БЧ-6;
- Цистерна с мазутом во втором дне, бортовые цистерны с мазутом и водой, бортовой рефрижератор, вентиляторная, погреб боезапаса БЧ-6, помещение рулевой машины, посты БГАС «Вега» и кладовые БЧ-6 и РТС.

Крейсер оставался на плаву при затоплении трёх любых смежных отсеков, разделённых главными водонепроницаемыми переборками или четырёх носовых отсеков расположенных в нос от 61,8 шпангоута.

## Корабельные системы, устройства и средства спасения
Противопожарная система включала станции газофреонного пожаротушения, водяную противопожарную магистраль с отводами, 8 пожарных насосов, эжекторы, средства пенотушения для ликвидации локальных очагов пожара, а также быстродействующее орошение погребов боезапаса с помощью системы автоматического включения средств пожаротушения «Карат» и затопление тех из них, которые располагаются ниже ватерлинии.
Водоотливная система включала стационарные электронасосы типа НВЦ-630/15, которые располагались в носовом и кормовом отсеках, переносные водоотливные погружаемые насосы ЭСН-16/П и переносные эжекторы ВЭЖ-21. Все водяные системы корабля могли работать от автоматизированной системы управления «Ключ», которая обеспечивала автоматическое или дистанционное управление электроимпульсными клапанами водяной защиты, приёмом и перекачкой топлива, охлаждением преобразователей тока и крышек вентиляции.
Рулевое устройство состояло из рулевой машины с электрогидравлическим приводом, которая управляла одним полубалансирным рулём. Рулевая машина включала силовой привод, два основных силовых агрегата и один резервный равной мощности, дистанционную электрическую систему авторулевого управления «Альбатрос», щиты управления и сигнализации (звуковой, световой и тревожной), пусковую аппаратуру, индикатор положения руля, устройство для заполнения и осушения гидросистемы подключаемое к судовой сети трёхфазного переменного тока 50 Гц 380 В. Система управления осуществляла следующие виды управления: «Автомат», «Следящий», «Простой» («Неследящий»). Время перекладки руля от 35° одного борта до 30° другого борта — не более 25—28 секунд.
Система успокоения качки УКА работала в автоматическом режиме от аппаратуры управления «Руль-63» и имела крылья (рули) с закрылками, которые могли перекладываться со скоростью не более 15 секунд на максимальный угол. Контроль за работой производился дистанционно с внешнего поста. Система предназначалась для уменьшения амплитуд бортовой качки корабля на переднем ходу от 5 до 22 узлов для эффективного использования вертолётов и оружия в штормовых условиях.
Система противоатомной и химической защиты, обеспечивала полную герметизацию помещений при ведении боя в течение трёх часов, используя системы фильтровентиляции и орошения надстроек и палуб.
Якорное устройство, обеспечивало ускоренную съёмку с якоря без выхода личного состава на верхнюю палубу и включало два становых якоря Холла, которые по походному крепились стопорами в утопленных в корпус клюзах для снижения брызгообразования на больших ходах корабля. На баке устанавливались два якорно-швартовных шпиля с электроприводом для спуска и подъёма обоих становых якорей и выполнения швартовных операций.
Спасательные средства крейсера состояли из командирского катера проекта 1390 «Стриж» (длиной 7,8 м и мощностью бензинового мотора 55 л.с), моторного спасательного катера проекта 1394А (длиной 11 м и мощностью 60 л. с.), двух рабочих катеров проекта 1391 (длиной 8,5 м и мощностью дизеля 40 л. с.), 2 шестивёсельных ялов, 48 надувных 6-местных спасательных плотов (ПСН-6) и спасательных кругов. Катера размещались побортно на верхней палубе у второго ЗРК «Шторм» и в кормовой части средней палубы корабля.

## Представители
| Название    | Заводской номер | Заложен                              | Спущен              | Поднят флаг ВМФ      | Подписан приёмный акт | Исключён            |
| ----------- | --------------- | ------------------------------------ | ------------------- | -------------------- | --------------------- | ------------------- |
| «Москва»    | 701             | 15 декабря 1962 года                 | 14 января 1965 года | 16 апреля 1967 года  | 25 декабря 1967 года  | 7 ноября 1996 года  |
| «Ленинград» | 702             | 15 января 1965 года                  | 31 июля 1966 года   | 15 декабря 1968 года | 22 апреля 1969 года   | 5 декабря 1992 года |
| «Киев»      | 703             | 20 февраля 1968 года (планировалось) | —                   | —                    | —                     | —                   |